# Skoposteori
Skoposteori (tyska: Skopostheorie) är en funktionalistisk teoribildning inom översättningsvetenskap. 
Begreppet skopos, grekiska σκοπός som betyder syfte eller ändamål, har gett namn åt skoposteorin. Den formulerades på 1980-talet av två tyska lingvister och översättningstoretiker, Katharina Reiß och Hans Vermeer, som båda var översättare och universitetslärare i översättning. Skoposteorin bygger delvis på den tyska psykologen och språkfilosofen Karl Bühlers teorier om språkets grundläggande kommunikativa funktioner. Han antog att alla avsiktliga språkhandlingar, muntliga såväl som skriftliga, hade minst en av tre följande funktioner:
- Darstellungsfunktion - att vara informativ
- Ausdrucksfunktion - att vara expressiv
- Appellfunktion - att appellera till någon/något

Skoposteorin länkar Bühlers språkliga funktioner till syftet med texten samt till den tänkta mottagaren av en text eller översättning. Dessutom lägger skoposteorin till en tredje dimension, nämligen situationen. Med situation avses här kulturen, verksamheten eller tidsepoken som texten eller översättningen ska fungera i. Det innebär för översättarens arbete att språkbruket och formuleringarna i en översättning framförallt orienterar sig mot målspråket och målkulturen och dessutom oftast placerar sig i samtiden. Skoposteorin antyder dessutom att man enbart på detta sätt kan åstadkomma en funktionell överensstämmelse mellan källtexten och måltexten, som också omfattar textförfattarens intentioner.
Ansvaret för att översättningen fungerar i sitt nya sammanhang ligger hos översättaren som i sitt översättande alltid bör ställa sig följande frågor:
- vad vill författaren säga med sin text
- vilket syfte har texten
- vilken av de tre huvudsakliga funktionerna är mest framträdande i den
- vem är den tänkta mottagaren i målkulturen

Skoposteorin är ett bra praktiskt redskap när man utbildar både facköversättare och skönlitterära översättare, eftersom den synliggör de olika funktioner och dimensioner som uttrycks i texters budskap. Skoposteorin kan också vara till hjälp när man formulerar riktlinjer för översättare hur texter bör översättas.